# Deklaracija o statusu katolika koji postaju slobodni zidari
Deklaracija o statusu katolika koji postaju slobodni zidari je dokument koji je u 17. veljače 1981. godine izdala Kongregacija za nauk vjere, potvrđujući zabranu Katoličke Crkve da njezini vjernici postanu članovi slobodnog zidarstva. Deklaraciju je potpisao tadašnji pročelnik Kongregacije kardinal Franjo Šeper.
Naziv na latinskom jeziku glasi: Declaratio de canonica disciplina quae sub poena excommunicationis vetat ne catholici nomen dent sectae massonicae aliisque eiusdem generis associationibus, što u slobodnom prijevodu znači: Deklaracija o kanonskoj disciplini koja zabranjuje katolicima da pod prijetnjom ekskomunikacije daju svoje ime masonskoj sekti i drugim udruženjima iste vrste.

## Deklaracija

### Sastav dokumenta
Deklaracija se sastoji od tri ključne točke koje služe kao "potvrda i pojašnjenje" u vezi s "pogrešnim i tendencioznim tumačenjima" privatnog pojašnjenja iz 1974. godine o Kanonu 2335 iz tada važećeg Zakonika kanonskog prava iz 1917. godine. Glavne odredbe deklaracije su:
- kanonska disciplina ostaje na snazi u potpunosti i nije na bilo koji način izmijenjena;[1]
- ni izopćenje, ni druge predviđene kazne nisu ukinute;[1]
- namjera pisma iz 1974. nije bila da se biskupske konferencije ovlaste za davanje općih javnih izjava o naravi slobodnozidarskih organizacija, što bi značilo odstupanje od postojećih normi, već da ih se podsjeti na opća načela tumačenja kaznenih zakona pri rješavanju pojedinačnih slučajeva koje im mogu biti podnesene na prosudbu.[1]

### Pozadina
Zbunjenost oko crkvenog stava prema slobodnom zidarstvu pojavila se nakon što je 1974. godine procurilo privatno pojašnjenje upućeno pojedinim biskupskim konferencijama. Neki su to pismo protumačili – kako unutar Crkve, tako i među slobodnim zidarima – kao dozvolu da katolici mogu pristupiti masonskim ložama pod uvjetom da loža ne djeluje izravno protiv Crkve. Međutim, dokument je kasnije postao javan i doveo do pogrešnih i tendencioznih interpretacija, što je potaknulo potrebu za službenim razjašnjenjem iz 1981. godine.
Privatno pojašnjenje iz 1974. godine sadržavalo je sljedeće ključne napomene:
- Sveta Stolica je više puta tražila informacije od biskupa o suvremenim masonskim aktivnostima usmjerenim protiv Crkve.
- "Neće biti novog zakona o ovom pitanju" u razdoblju prije donošenja novog Zakonika kanonskog prava iz 1983. godine.
- Svi kazneni kanoni moraju se tumačiti strogo.
- Katoličko svećenstvo te članovi redovničkih i svjetovnih instituta izričito su zabranjeni od članstva u slobodnom zidarstvu.

### Utjecaj i kasniji razvoj
Deklaracija iz 1981. godine prethodila je Deklaraciji o masonskim udrugama iz 1983. godine, koju je izdala Kongregacija za nauk vjere pod vodstvom kardinala Josepha Ratzingera (kasnijeg pape Benedikta XVI.). Taj dokument dodatno je potvrdio nespojivost članstva u slobodnom zidarstvu s katoličkom vjerom.